# StepHALL
StepHALL（ステップホール)は大阪市北区中津にあるライブハウス。

## 概要
2018年4月、同所にあったミノヤホールの歴史を受け継ぎ、DCカンパニー運営の新しいライブハウスとしてStepHALL（ステップホール）がオープン。
地下鉄「中津駅」5番出口より徒歩2分。キャパ着席50名、スタンディング100名。

## アクセス
〒531-0071
　大阪市北区中津1-2-18　ミノヤビル1F(2F事務所)